# Осіюк Володимир Олександрович
Володимир Олександрович Осіюк (нар. 18 січня 1958, м. Сокиряни) — доктор геолого-мінералогічних наук, старший науковий співробітник Московського державного університету.

## Біографія
Володимир Осіюк народився 18 січня 1958 року у місті Сокиряни Чернівецької області. Закінчив Кельменецьку середню школу (1975); географічний факультет Тираспольського [нині Придністровський] держуніверситету ім. Т. Г. Шевченка: аспірантуру (1985), потім — доктарантуру (1994) геологічного факультету Московського державного університету ім. М. В. Ломоносова.

## Трудова діяльність
Працював у науково-дослідних установах Академії наук Молдавії на посадах молодшого, старшого наукового співробітника і виконував обов'язки завідувача лабораторією в Інституті географії, а потім — в Інституті геофізики і геології. В період навчання працював у науково-дослідному секторі геологічного факультету МДУ ім. М. В. Ломоносова.

## Участь в геологічних експедиціях
Брав участь у численних польових геологічних експедиціях у Молдові, на Північному Кавказі, у Західних Саянах, Південній та Південно-Західній Африці.

## Наукові публікації
- Электронный каталог — Осіюк, Володимир Олександрович …
- Автореферат/Диссертация Осіюк Володимир Олександрович · Екзогеодинаміка території південного заходу Східно-Європейської платформи і питання …
- Дисертація кандидатська докторська: Осіюк Володимир …
- Осіюк Володимир Олександрович Екзогеодинаміка території південного заходу Східно-Європейської платформи і питання інженерного захисту об'єктів …
- Осіюк Володимир Олександрович — mapyourinfo.com

mapyourinfo.com/wiki/uk…/Осіюк%20Володимир%20Олександрович/‎
- Осіюк Володимир Олександрович. Translate search content. Mapyourinfo translations allows you to search a foreign language with your own language …
- Осіюк Володимир Олександрович Екзогеодинаміка території …
- Осіюк Володимир Олександрович Екзогеодинаміка території південного заходу Східно-Європейської платформи і питання інженерного захисту об'єктів …
- Осіюк, Володимир Олександрович — Каталоги — НБУВ …
- Осіюк, Володимир Олександрович. Екзогеодинаміка території південного заходу Східно-Європейської платформи і питання інженерного захисту …

Осіюк, Володимир Олександрович — Комплексний інформаційно …
- Осіюк, Володимир Олександрович. Екзогеодинаміка території південного заходу Східно-Європейської платформи і питання інженерного захисту